# Vincent Tassy
Pour les articles homonymes, voir Tassy.
 (février 2025).
Œuvres principales
Apostasie (2016), Comment le dire à la nuit (2018), Diamants (2021)
Vincent Tassy, né le 8 mai 1989, est un écrivain français. Il est l'auteur de romans d'imaginaire, de fantasy et fantastiques. Sa littérature est traversée par le mythe du vampire et l'imagerie gothique.

## Biographie
Vincent Tassy est né en 1989 dans le Gard. En dehors de son activité d'écrivain, il est aussi agrégé de lettres et musicien dans le groupe Angellore.
Il commence sa carrière d'écrivain en participant à des appels à texte. En février 2012, il publie « Pour Oublier les Chrysanthèmes », sa première nouvelle, dans le seizième numéro de la revue La Salamandre. Par la suite, il participe à des recueils dans lesquels il écrit des nouvelles aux côtés, entre autres, d'Estelle Faye, Mélanie Fazi ou encore Floriane Soulas.
En 2013, il obtient le Prix Merlin 2013 de la nouvelle pour « Mademoiselle Edwarda » qui figure au sommaire de l’anthologie Vampire Malgré Lui, publiée aux Éditions du Petit Caveau.
Il publie dès 2016 des romans en parallèle de son activité de nouvelliste. Son premier roman, Apostasie, qui mélange vampires, fantasy et horreur est publié aux Éditions du Chat Noir. Il existe une préquelle indépendante d’Apostasie qui se nomme Loin de lui le soleil.
Son roman Comment le dire à la nuit est sélectionné au Prix Imaginales des Bibliothécaires 2019,. Il est réédité au format poche aux éditions Au Diable Vauvert en 2022. Le titre reçoit un accueil positif dans la chronique littéraire de François Angelier du journal Le Monde.
En 2022, il publie le roman Entrevue choc avec un vampire (ActuSF), hommage décalé et humoristique à l'œuvre d'Anne Rice co-écrit avec Morgane Caussarieu.
En 2023, son roman Apostasie est réédité dans une version retravaillée, adjoint de sa préquelle Loin de lui le soleil et d'une nouvelle inédite, « Une Clairière de Glace ». L'ouvrage reparaît au catalogue de sa maison d'édition historique, les Éditions du Chat Noir, dans une version luxueuse financée par une campagne Ulule.
En 2024, il publie la nouvelle « Je suis venue vous dire que je suis morte » dans l'anthologie d'horreur Les Nouveaux Déviants publiée aux éditions Au Diable Vauvert. L'ouvrage est favorablement accueilli par la critique.
En 2025, toujours aux éditions ActuSF, il publie le roman Festin de Larmes, roman gothique et vampirique encore une fois co-écrit avec Morgane Caussarieu. L'ouvrage reçoit un accueil critique positif, notamment dans l'émission "Mauvais Genres" sur France Culture. La même année, il est finaliste du Prix Jacques Sadoul pour une nouvelle de science-fiction, "Progrâme", publiée par la suite au Diable Vauvert dans une anthologie.

## Regards sur l'œuvre
La littérature de Vincent Tassy est inspirée par le roman gothique de la fin du XVIIIème siècle, par le romantisme noir de la première moitié du XIXème siècle et par le conte merveilleux.
Par exemple, dans Apostasie, le protagoniste éprouve vis-à-vis de la nature une attirance et une répulsion. Cette dualité est un topos du roman gothique, tout comme l'importance des plantes et des récits enchâssés.
Le titre du roman Apostasie est polysémique. Il évoque le fait de « se tenir à distance », et de « renier sa religion », puisqu'il est dérivé de l'apostat.
En 2017, lorsque Vincent Tassy publie une nouvelle dans le recueil La Clé d'Argent des Contrées du Rêve, il explique que l'univers de H. P. Lovecraft est proche du sien.
Vincent Tassy s'inscrit dans le travail de la figure du vampire en la faisant évoluer du côté de la transidentité.

## Liste des œuvres

### Romans
- Apostasie, Editions du Chat Noir, 2016
- Effroyable Porcelaine, Editions du Chat Noir, 2017[16]
- Comment le dire à la nuit, Editions du Chat Noir, 2018
- Loin de lui le soleil, Editions du Chat Noir, 2019[5]
- Diamants, Mnémos, 2021[17]
- Comment le dire à la nuit, suivi de "Chanson Cercueil" (poche), Au Diable Vauvert, 2022
- Entrevue Choc avec un Vampire, ActuSF, 2022Écrit avec Morgane Caussarieu.
- Festin de larmes, ActuSF, 2025Écrit avec Morgane Caussarieu.

### Nouvelles
- « Pour Oublier les Chrysanthèmes », in La Salamandre n°16, 2012[2]
- « Mademoiselle Edwarda », Éditions du Petit Caveau, 2013[2]
- « Vanessa », in Créatures, La Madolière, 2013
- « Malvina Moonlore », in Montres enchantées, Editions du Chat Noir, 2014Écrit avec Adeline Tosello, Cécile Guillot, Claire Stassin, Clémence Godefroy, Esther Brassac, Fabien Clavel, Geoffrey Legrand, Hélène Duc, Laurent Pendarias, Lucie G. Matteoldi, Marianne Stern, Marie Angel, Marie Lucie Bougon, Marine Sivan, Pascaline Nolot, Sophie Dabat, Vincent Tassy.
- Maisons hantées, Editions Luciférines, 2015Écrit avec Floriane Soulas, Antoine Techenet, Vincent Tassy, V. F. F. Pouget, Jean-Charles Flamion, Yann Isoardi, David Mons, Nicolas Saintier, Bruno Pochesci, Mahaut Davenel, Mickaël Feugray, Jérémy Bouquin, Hélène Duc, Chris Vilhelm, Emmanuel Delporte.
- « Regarde ce qu’il y a dans sa tombe », in Âme ténébreuse, cœur lumineux, Editions du Chat Noir, 2016Écrit avec Anne Laure, Cécile Guillot, Denis Labbé, Hilda Alonso, Lucie Chenu, Lydie Blaizot, Sara Doke, Sophie Dabat, Valérie Simon, Vincent Tassy.
- « Le Baiser du Chaos Rampant », in La Clé d'Argent des Contrées du Rêve, Mnémos, 2017Écrit avec David Calvo, Morgane Caussarieu, Fabien Clavel, Raphaël Granier de Cassagnac, Neil Jomunsi, Sylvie Miller & Philippe Ward, Alex Nikolavitch, Laurent Poujois, Timothée Rey, Vincent Tassy.
- « Belle Rose Porporine », in Bal Masqué, Editions du Chat Noir, 2017Écrit avec Cécile Duquenne, Céline Chevet, Claire Stassin, Clémence Godefroy, Dee L. Aniballe, Elie Darco, Emmanuelle Nuncq, Estelle Faye, Fabien Clavel, Lucie G. Matteoldi, Marianne Stern, Maude Elyther, Mélanie Fazi, Pascaline Nolot, Pauline Sidre, Vincent Tassy.
- « Je suis venue vous dire que je suis morte », in Les Nouveaux Déviants, Diable Vauvert, 2024Écrit avec Christophe Siébert, Morgane Caussarieu, Antoine Chainas, Charlotte Bourlard, Violaine De Charnage, Christophe Carpentier, Raphaël Eymery, Mathilde-Marie De Malfilatre, Sarah Buschmann, , Vincent Tassy, Justine Niogret, Nicolas Martin, Alexandra Dezzi, Simon Johannin, Sébastien Gayraud, Luna Baruta, Alex D. Jestaire.